# Bactris tefensis
Bactris tefensis är en enhjärtbladig växtart som beskrevs av Andrew James Henderson. Bactris tefensis ingår i släktet Bactris och familjen Arecaceae. Inga underarter finns listade i Catalogue of Life.